# Canton de Douvres-la-Délivrande
Le canton de Douvres-la-Délivrande est une ancienne division administrative française située dans le département du Calvados et la région Basse-Normandie.

## Géographie
Ce canton était organisé autour de Douvres-la-Délivrande dans l'arrondissement de Caen. Son altitude variait de 0 m (Bernières-sur-Mer) à 59 m (Cresserons) pour une altitude moyenne de 21 m.

## Histoire
Pour l'élection de 1982, sept communes sont détachées du canton de Douvres-la-Délivrande pour former le canton d'Ouistreham.

## Représentation

### Conseillers généraux de 1833 à 2015
| Période | Période      | Identité                                       | Étiquette    | Qualité |
| ------- | ------------ | ---------------------------------------------- | ------------ | --- |
| 1833    | 1848 (décès) | Louis François Édouard Le Hodey (1771-1848)    |              | Chef des bureaux de la trésorerie de l'armée des côtes de Cherbourg en l'an II, maire d'Hermanville (1827-1848) |
| 1848    | 1858         | Pierre Louis Hébert (1809-1869)                |              | Notaire, maire de Douvres |
| 1858    | 1886         | Pierre François Léopold Hettier (1799-1887)    | Droite       | Chef de bataillon de la garde nationale en 1840, directeur de l'assurance mutuelle, Caen |
| 1886    | 1899 (décès) | Henri Gravier (1844-1899)                      | Républicain  | Trésorier général de Seine-et-Oise puis de l'Aisne, ancien préfet du Calvados |
| 1899    | 1929 (décès) | Paul Tesnière (1861-1929)                      | RG           | Avocat, maire de Bernières-sur-Mer |
| 1929    | 1940         | Louis Tesnière (1899-1980) (fils du précédent) | RG           | Avocat à la cour d'appel de Caen, maire de Bernières-sur-Mer, nommé membre de la Commission administrative départementale en 1941, nommé conseiller départemental en 1943, président du conseil départemental (1943-1945) |
|         |              |                                                |              | |
| 1945    | 1970         | Louis Tesnière                                 | DVD          | Avocat à la cour d'appel de Caen, président du conseil général (1967-1970) |
| 1970    | 1988         | Jean Chabriac (1918-1999)                      | DVD          | Ancien résistant, maire de Luc-sur-Mer (1965-1989) |
| 1988    | 2001         | Pierre Letellier                               | UDF-PR       | Agent immobilier, maire de Saint-Aubin-sur-Mer (1975-2007) |
| 2001    | 2008         | Laurent Huet                                   | UDF puis DVD | Entrepreneur, maire de Douvres-la-Délivrande (1995-2008) Suppléant du député Jean-Marc Lefranc (2007-2012) |
| 2008    | 2015         | Maryvonne Mottin                               | PRG          | Technicienne biologiste, maire de Bernières-sur-Mer (2001-2014) Suppléante de la députée Isabelle Attard (2012-2017) |

Le canton participait à l'élection du député de la cinquième circonscription du Calvados.

### Conseillers d'arrondissement (de 1833 à 1940)
| Période                                  | Période      | Identité                                                     | Étiquette | Qualité |
| ---------------------------------------- | ------------ | ------------------------------------------------------------ | --------- | --- |
| 1833                                     | 1839         | Frédéric Blot                                                |           | Médecin à Colleville                                                                                        |
| 1839                                     | 1842         | Marquis François Henri Frédéric de Morel de Than (1762-1847) |           | Propriétaire à Lion-sur-Mer, et propriétaire de l'hôtel de Than à Caen                                      |
| 1842                                     | 1861         | Louis Marc (1791-1875)                                       |           | Juge de paix, propriétaire cultivateur à Cresserons                                                         |
| 1861                                     | 1888         | Louis Vérel                                                  |           | Propriétaire à Caen, rue Singer                                                                             |
| 1888                                     | 1899 (décès) | Jacques-Gilbert-Désiré Le Roux                               |           | Maire de Langrune                                                                                           |
| 1899                                     | 1906 (décès) | Léon Marie (1832-1906)                                       |           | Propriétaire à Luc-sur-Mer                                                                                  |
| 1907                                     | 1940         | Georges Lesage                                               | RG        | Pharmacien, maire de Douvres-la-Délivrande                                                                  |
| 1940                                     |              |                                                              |           | Les conseils d'arrondissement ont été suspendus par la loi du 12 octobre 1940 et n'ont jamais été réactivés |
| Les données manquantes sont à compléter. |              |                                                              |           | |

## Composition

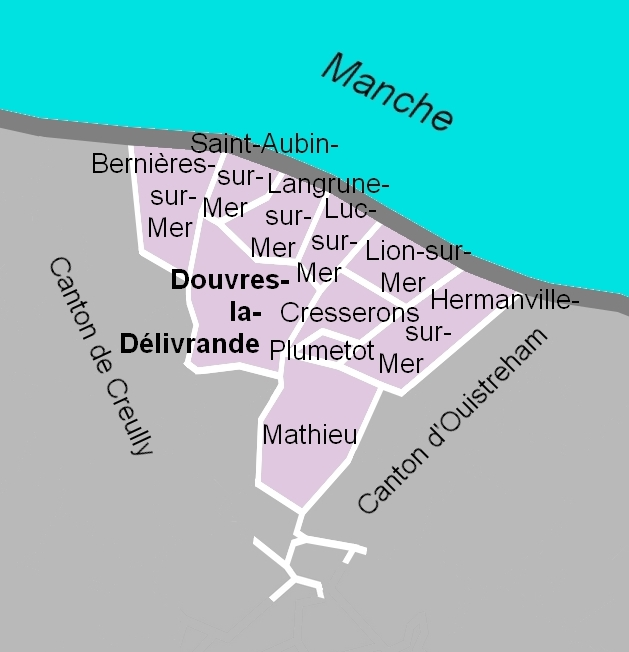
La carte des communes du canton, sur le littoral de la Manche. Les cantons limitrophes étaient ceux de Creully et d'Ouistreham.

Le canton de Douvres-la-Délivrande comptait 23 235 habitants en 2012 (population municipale) et regroupait dix communes :
- Bernières-sur-Mer ;
- Cresserons ;
- Douvres-la-Délivrande ;
- Hermanville-sur-Mer ;
- Langrune-sur-Mer ;
- Lion-sur-Mer ;
- Luc-sur-Mer ;
- Mathieu ;
- Plumetot ;
- Saint-Aubin-sur-Mer.

À la suite du redécoupage des cantons pour 2015, les communes de Bernières-sur-Mer, Cresserons, Douvres-la-Délivrande, Langrune-sur-Mer, Luc-sur-Mer, Plumetot et Saint-Aubin-sur-Mer sont rattachées au canton de Courseulles-sur-Mer et les communes d'Hermanville-sur-Mer, Lion-sur-Mer et Mathieu à celui d'Ouistreham.

### Ancienne commune et changements de territoires
Contrairement à beaucoup d'autres cantons, le canton de Douvres-la-Délivrande n'incluait aucune commune définitivement supprimée depuis 1795.
Deux importants changements de territoires ont eu lieu. En 1839, le hameau de la Délivrande, situé sur Luc-sur-Mer, est incorporé au territoire de Douvres. En 1851, la commune de Saint-Aubin-sur-Mer est créée par prélèvement sur le territoire de Langrune-sur-Mer.
Le canton comprenait une commune associée :
- Tailleville, associée à Douvres-la-Délivrande depuis le 1er janvier 1973.

## Démographie
| 1962   | 1968   | 1975   | 1982   | 1990   | 1999   | 2006   | 2011   | 2012   |
| ------ | ------ | ------ | ------ | ------ | ------ | ------ | ------ | ------ |
| 10 727 | 11 148 | 12 795 | 15 674 | 18 502 | 21 365 | 22 641 | 23 132 | 23 235 |